# Effet Miller
On nomme Effet Miller l'influence du gain d'un amplificateur de tension inverseur sur ses propres caractéristiques d'entrée.
Dans le cas d'un amplificateur non-inverseur, le même effet conduit à la génération d'impédances négatives. Ce phénomène a été mis en évidence par l'ingénieur américain John Milton Miller en 1920.

## Explication de l'effet Miller
Le phénomène peut s'expliquer simplement grâce au schéma suivant.
Pour l'explication, on ne considère que le courant {\displaystyle I_{M}} circulant dans la résistance de Miller.
Le montage est un amplificateur inverseur, de gain {\displaystyle A_{v}={-R_{1} \over R_{2}}}. Le courant circulant dans la résistance de Miller est :
{\displaystyle I_{M}={V_{e}-(V_{e}\times {-R_{1} \over R_{2}}) \over R_{M}}}
soit
{\displaystyle I_{M}=V_{e}\times {(1-A_{v}) \over R_{M}}.}
La résistance équivalente vue de la source Ve est :
{\displaystyle R_{eq}={V_{e} \over I_{M}}={R_{M} \over (1-Av)}}
La résistance Rm vue de la source Ve apparaît donc comme ayant une valeur {\displaystyle 1-A_{v}} fois plus faible.
La même démonstration est applicable à une capacité (condensateur) placée entre l'entrée et la sortie, avec pour résultat de multiplier sa valeur par {\displaystyle 1-A_{v}}.
Cet effet explique entre autres l'augmentation de la capacité d'entrée d'un étage amplificateur inverseur due à la capacité base-collecteur (dans le cas d'un transistor bipolaire en émetteur commun), grille-drain (pour un transistor à effet de champ en source commune) ou grille-anode (pour un tube à vide en cathode commune).

## Conséquences de l'effet Miller
L'effet Miller a pour première conséquence une réduction des impédances d'entrée des montages électroniques.
La seconde conséquence induite est une réduction de la bande passante des amplificateurs inverseurs (très sensible en haute fréquence) et la génération de déphasages nuisibles à la stabilité du montage.
Différentes techniques permettent de compenser, de réduire ou d'annuler l'effet Miller :
- le neutrodynage (compensation active) ;
- le montage amplificateur base commune (ou grille commune) (pas d'effet Miller) ;
- le montage cascode (étage d'entrée de gain en tension unitaire + étage en base commune).

## Applications
L'effet Miller trouve cependant des applications (parfois insoupçonnées bien que directement induites) notamment dans la réalisation de filtres actifs en permettant la réalisation de capacités variables de plusieurs microfarads ou d'inductances ultra-légères de plusieurs henrys.  
C'est également l'effet Miller qui a permis de fixer de manière fiable le produit gain×bande des amplificateurs opérationnels depuis l'avènement du µA741.[réf. souhaitée]